# Stephanopogon
A Stephanopogon ostoros eukarióták nemzetsége a Percolozoa Percolatea osztályában, mely a felszínen hasonlít a csillósokra, azonban nem rendelkezik magi dimorfizmussal.

## Történet
Mivel nincs magi dimorfizmusa, eredetileg a csillósok és más protozoonok közti evolúciós átmenetnek és az állatok lehetséges ősének is tekintették. Corliss és Lipscomb kimutatták, hogy citológiailag nem hasonlít a csillósokhoz, mivel nincs rájuk jellemző összetett pellikulája és csilló alatti szerkezete, ezért Pseudociliatida nevű új rendbe sorolták. További elektronmikroszkópos tanulmányok tovább pontosították a citológiai ismereteket a Stephanopogonról. Tekintették emellett ostoros nemzetségnek és önálló csoportnak is.

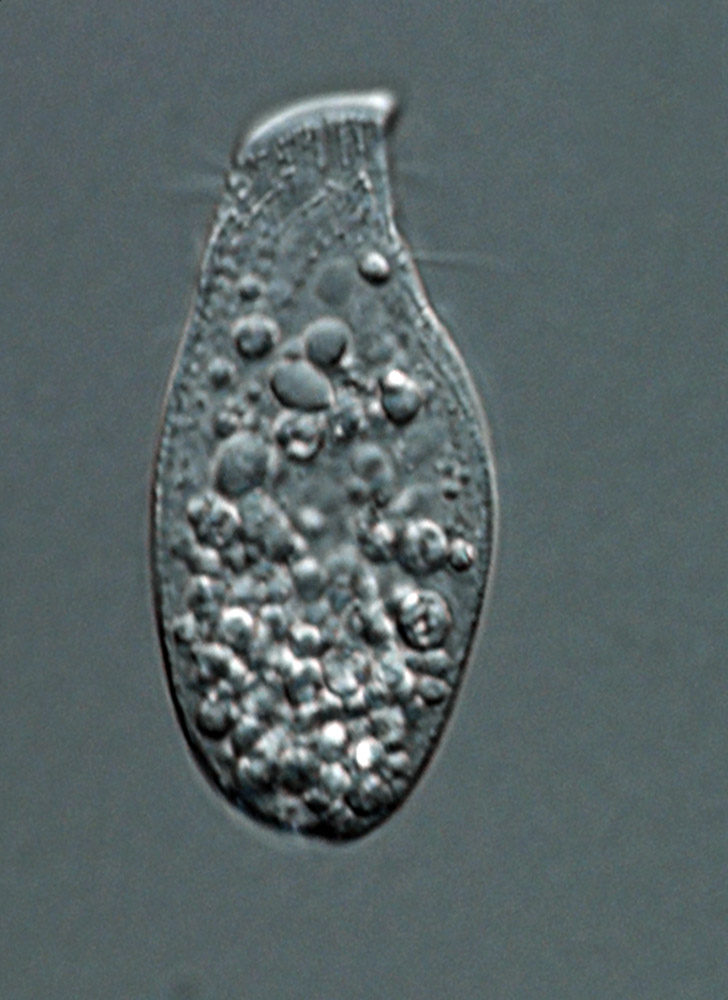
Élő S. apogon fénymikroszkópos képe

Ultraszerkezetileg először Patterson és Brugerolle vizsgálták 1988-ban.
Csak 2008-ban sorolták a Heteroloboseába molekuláris filogenetika alapján.
Adl  et al. 2019-es rendszertanában az Eutetramitia Stephanopogonidae családjának egyetlen nemzetsége.

## Genetika
A S. apogon 18S rDNS-e különösen nagy, így hagyományos módszerekkel nem volt szekvenálható, ezért Parfrey  et al. 2010-ben 3 átfedő részletét sokszorosították, melyet elemzéseikhez használtak.

## Filogenetika
Az Eutetramitia tagja, bár korábban a Heterolobosea vagy – a cristák morfológiája és a magosztódási mód alapján – az Euglenozoa lehetséges testvércsoportjának tartották.
7 faja ismert.

## Életmód
Elsősorban a felszín közelében élő Bacillariophyceae-fajokkal és kis ostorosokkal, például Rhynchomonasszal és Ancyromonasszal táplálkozik, de kultúrában kimutatták, hogy élesztőt és baktériumokat is eszik.

## Morfológia
Bár a csillósokhoz hasonlít, ostorai jóval hosszabbak, és magjai nem különülnek el mikro- és makronukleuszra. A váza alakú, dorzoventrálisan lapult sejt lapos nyaki résszel rendelkezik. Ventrális oldala néhány tucattól több mint 100 ostorú lehet, dorzális oldalán csak kevés ostora van. Sejtszája rés, és nagy ventrális csúcsok állnak ki belőle a legtöbb fajban.
Yubuki és Leander kimutatták, hogy a Stephanopogon a Percolomonas közeli rokona a Heteroloboseában. A két nemzetség ostoralapjai elektronsűrű sejtvázanyaghoz kötődnek, de ez feltehetően nem a Percolozoa apomorf jellemzője.

### Ostorok
Számos monokinetidája van, mitokondriális cristái lemezesek, az endoplazmatikus retikulum nem veszi körül mitokondriumait.
1. és 2. ostorgyökerei megkülönböztethetetlenek elektronmikroszkóppal, ostorai egyszeres mikrotubulus-készlettel rendelkeznek.
Átmeneti lemezei a mikrotubuluspárokhoz sugarasan kifelé kapcsolódnak, és kilencszögű rostja is lehet.
Bár úszásra képes, általában gyorsan mozog a felszínek mentén sok, a csillósok kinetidáihoz kissé hasonló körülbelül longitudinális sorokban elrendezett ventrális ostora révén. A felszínen élő mikrobák evéséhez elülső sejtszáját használja. Ostorai kis bemélyedésben találhatók, és rövid, egymástól kis távolságra lévő mikrotubulusok támasztják, melyek elektronsűrű kúpból erednek, mely körülveszi a rövid alapi testet.

## Életciklus
Élerciklusa nem rendelkezik amőboid állapottal, azonban továbbra is képes – a Percolomonashoz hasonlóan – cisztát képezni ostoros állapotból. Élete során az ostoros sejtek magszáma nő, és csak többmagvú érett sejtek képeznek cisztát. A ciszta csírázása előtt történik a citokinézis, mely több egymagvú utódsejtet eredményez, melyek a ciszta megszűnte előtt kettőződnek.

## Fordítás
Ez a szócikk részben vagy egészben  a   Stephanopogon című angol Wikipédia-szócikk ezen változatának fordításán alapul.  Az eredeti cikk szerkesztőit annak laptörténete sorolja fel. Ez a jelzés csupán a megfogalmazás eredetét és a szerzői jogokat jelzi, nem szolgál a cikkben szereplő információk forrásmegjelöléseként.